# Anita Palmer
Anita Palmer (Madison, 1947) è un'ex cestista e allenatrice di pallacanestro statunitense.

## Carriera
Con gli Stati Uniti ha disputato i Giochi panamericani di Cali 1971.